# 劳伦·威尔金森
劳伦·威尔金森（英語：Lauren Wilkinson，1989年10月17日—），加拿大女子赛艇运动员。她曾代表加拿大参加2012年和2016年夏季奥林匹克运动会赛艇比赛，其中2012年奥运会获得一枚银牌。